# 1,3-Difluorpropan
1,3-Difluorpropan ist eine chemische Verbindung aus der Gruppe der aliphatischen, gesättigten Halogenkohlenwasserstoffe.

## Eigenschaften
1,3-Difluorpropan ist eine farblose Flüssigkeit.